# Karl Friedrich Sinner
Karl Friedrich Sinner (* 16. April 1946 in Aschaffenburg; † 18. März 2017 in Langensendelbach) war ein deutscher Forstmann und Naturschützer. Von 1998 bis 2011 leitete er die Nationalparkverwaltung Bayerischer Wald.

## Leben
Karl Friedrich Sinner studierte Forstwissenschaften an der Ludwig-Maximilians-Universität München und absolvierte anschließend Anfang der 1970er-Jahre sein Referendariat in der Bayerischen Staatsforstverwaltung. 1974 legte er die „Große Forstliche Staatsprüfung“ ab. Danach durchlief er als Forstmeister, später als Forstoberrat, verschiedene Stationen innerhalb der Staatsforstverwaltung. Von 1974 bis 1980 arbeitete er an der Forstdirektion Mittelfranken und war dann als stellvertretender Forstamtsleiter zunächst von 1980 bis 1984 am Forstamt Erlangen und dann bis 1988 am Forstamt Nürnberg tätig. Von 1988 bis 1998 war er schließlich Forstamtsleiter am Forstamt Nürnberg. Seit 1998 war er Leiter der Nationalparkverwaltung Bayerischer Wald und wurde im April 2000 zum Leitenden Forstdirektor befördert.
Sinner war Vorsitzender der „Arbeitsgemeinschaft Naturgemäße Waldwirtschaft (ANW) – Landesgruppe Bayern“.
Zu seinen Veröffentlichungen gehört auch das zusammen mit Günter Moser verfasste Buch Waldwildnis grenzenlos. Nationalpark Bayerischer Wald (2006).
Für seinen Einsatz um einen naturgemäßen Waldbau ehrte ihn die Studienfakultät für Forstwissenschaft und Ressourcenmanagement der TU München im Jahr 2002 mit der Karl-Gayer-Medaille. Am 19. Juni 2006 wurde ihm zusammen mit Dr. György Csóka in Eberswalde der dann letztmals vergebene Wilhelm-Leopold-Pfeil-Preis verliehen. Damit sollte der Leitende Forstdirektor Sinner als überaus erfolgreicher „Brückenbauer“ zwischen Forstwirtschaft und Naturschutz gewürdigt werden.
Mit dem Erreichen der Altersgrenze trat Sinner am 30. April 2011 in den Ruhestand. Zu seinem Nachfolger wurde Franz Leibl benannt, der das Amt am 1. Mai 2011 übernahm. Für seine Dienste wurde er 2011 mit der Bayerischen Staatsmedaille für Verdienste um die Umwelt bedacht.
Der ehemalige bayerische Staatsminister Eberhard Sinner ist sein Bruder. Sinner verstarb am 18. März 2017 überraschend bei einem Spaziergang.